# Rodrigo Uriarte Stottuth
Rodrigo Stottuth nació en La Paz   - Bolivia el 24 de enero de 1960. Es un polifacético compositor de obras en varios géneros musicales.

## Biografía
Hijo de Karin y Gonzalo egresó del Colegio Alemán. Desde su adolescencia siente afición por la música donde aprende a tocar en forma autodidacta la guitarra y posteriormente el piano.
En 1980 participó en el Concurso de Composición de Villancicos firmando junto al maestro Arturo Costas Guardia donde obtuvo el primer premio con el villancico “NACIMIENTO”. 
En 1984 entró en contacto con Juan Carlos Meleán, un excompañero de colegio y hasta el año 2001 tienen más de 100 temas registrados en la SOBODAYCOM. La mayoría son de género folclórico, pero también boleros y baladas. 
Además le pone la música a varios poemas de Oscar Alfaro, Mario Benedetti, Lucio Andrade, Gabriela Mistral, Werner Pando, Cesare Pavese, Karin de Bilbao y a los sus propios en especial a los dedicados a sus hijos Valerie (1995) y Andrè (1999). 
En 1988 su canción “Street Combo” fue utilizada para un comercial de máquinas compresoras en Suecia. 
En 1998, junto con el cantante paraguayo Aníbal Portillo, graban varios temas en su mayoría con ritmos de salsa y cumbias en el álbum TUYO. El trabajo conjunto se repite en el 2001, cuando graban rancheras en el álbum PARA TI. El mismo año graba con el quenista ecuatoriano Miguel el álbum MI QUENA. 
En el 2006 el tema A Lucía es traducido al italiano y junto a otros temas en italiano como Luce tu sei, Anima libera y Memorie di un vagabondo son interpretadas por la cantante italiana Barbara Vitali  en una serie de conciertos por Italia. 
Luego de una pausa de casi 2 años y tras fallecer su padre en el 2008 vuelve a la composición dedicándole la SUITE DEL GALLARDO CABALLERO para piano y zampoña. 
En junio del 2012 se une vía ciberespacio con el cantante boliviano  Nery H. González Artunduaga, quién radica en Argentina. Con él participa en el Precosquin 2015. Aparte de hacer versiones cover de algunas joyas del folklore boliviano y argentino, también presentan obras propias con poemas propios y con poemas de Gabriela Mistral, León Tolstói, García Lorca, Oscar Alfaro, Rocío Estévez, Fanny Moreno, Karin de Bilbao y  Jorge Padula Perkins. Dos obras en especial con poemas de este último fueron muy comentadas por la prensa; la guarania "Kryygi...Kryygimaî..." y "Casi nada. Pequeña oda a los Kilmes". El tema de "Kryygi...Kryygimaî..." fue difundido en el programa JAJOTOPA (que en guaraní significa "Encontrándonos) y el portal chileno “Escáner cultural” le dedica un artículo por su contexto histórico, antropológico y social.  La Academia del Folklore de Argentina hace una mención especial sobre "Casi nada. Pequeña oda a los Kilmes".
También se deben mencionar los tangos “Todavía voy por más” y “Tango del recuerdo” que fueron difundidos por una emisora alemana el 12 de noviembre de 2013 en el programa de tangos “Corazón de Tango”. Con la firma de Ricardo García Blaya, columnista especializado y director de "Todo Tango" son mencionados de igual manera en ese portal.
Otros valores internacionales que interpretaron temas de su autoría fueron:
de Venezuela, Mabel Idrogo (Estoy tentada contigo, Añoranza de amor en tango) , de México, Araceli Collazo (Sedúceme), de Puerto Rico, Sajonia Díaz (O casi tanto, que fue estrenado el 08.07.17 en el Teatro El Cajón San Juan de Puerto Rico) y también de Venezuela, Maria Alejandra Rodríguez (Seamos libres y no importa lo demás).
El vals para orquesta “TRES CORAZONES” es dedicado a sus hijas Chiara y Larissa (2017).
Otros letristas que han aportado con hermosos poemas son los argentinos Osvaldo France, Haidé Daiban y Sergio Stazi.
Actualmente reside en Hamburgo, Alemania.

## Álbumes cantados
- Buscando (18 poemas de Werner Pando) (1993)

1. Amor de lluvia
2. Amor de soñarte
3. Buscando
4. Déjame ser
5. Despertar
6. Fantasías
7. Flor recogida
8. Mi compañera
9. Niña triste
10. Para que soñemos juntos
11. Poema 7
12. Por ti es que
13. Puedo
14. Qué pensarás si te digo
15. Versos a Lígia
16. Versos de luna
17. Voy a pedir por nosotros
18. Y me diste

- Amor sin fronteras (1994)

1. Como tú
2. Amor sin fronteras
3. Cuadrado
4. Déjame llorar
5. El sueño
6. Espada de Damocles
7. Gioco siciliano
8. Guten Morgen
9. Hamburgo
10. Idilio
11. Pero mujer
12. Quisiera
13. SAMA
14. Sueño de conquistador
15. Triángulo

- Tuyo (canta Aníbal Portillo) (1998)

1. Amor de 17 (letra J.C. Meleán)
2. En el manto de la noche (letra Rodrigo)
3. Ay mujer (letra J.C. Meleán)
4. Baila niña baila (letra J.C. Meleán)
5. Déjame (letra Rodrigo)
6. Devuélveme la llave (letra Rodrigo)
7. El beso (letra Rodrigo)
8. Mire caballero (letra J.C. Meleán)
9. Me embriagaste (letra J.C. Meleán)
10. Se acabó (letra Rodrigo)
11. Morena (letra J.C. Meleán)
12. Voy a pedir por nosotros (letra W. Pando)
13. Moviendo las caderas (letra J.C. Meleán)
14. Amor de adolescentes (letra Rodrigo)
15. Oye morena (letra Rodrigo)
16. Por un poquito de tu amor (letra Rodrigo)
17. Restos de café (letra Rodrigo)
18. Tuyo (letra Rodrigo)
19. Ven (letra Rodrigo)

- Madame (1999)

1. Decisão#Déjame soñar
2. El cuatro
3. En el 205
4. Fórmulas
5. Hey tú
6. Hola teléfono
7. Madame
8. Mi niña
9. Pienso sólo en ti
10. Por eso soy feliz
11. Separación
12. Si te dijera
13. Something
14. Three nights
15. Tú, yo
16. Un trocito de mí
17. Una vida
18. Ya vienes
19. Yo quisiera ser

- Canción para mi madre (2000)

1. 33 años (letra Karin de Bilbao)
2. Abril (letra Hugo Ramírez)
3. Amor secreto (letra José Izquierdo)
4. Andarinhar (letra Lucio Andrade)
5. Balada (letra Gabriela Mistral)
6. Búsqueda (letra Karin de Bilbao)
7. Canción para mi madre (letra Karin de Bilbao)
8. Dos amigas (letra José Izquierdo)
9. Hagamos un trato (letra Mario Benedetti)
10. Hoy quiero darte (letra Hugo Ramírez)
11. Island of love (letra Jane Brough)
12. Lágrimas (letra Hugo Ramírez)
13. Last blues (letra Cesare Pavese)
14. Memorie di un vagabondo (letra Laura Marogna)
15. Moulinex (letra Jorge Calvo)
16. Osito de peluche (letra Hugo Ramírez)
17. Poison ecxtasy (letra Tony Shaw)
18. Sabes (letra Hugo Ramírez)
19. Soldado do arco-iris (letra Lucio Andrade)
20. Te espero (letra Hugo Ramírez)
21. The night you slept (letra Cesare Pavese)
22. Ser vencedores (letra Karin de Bilbao/ Anya de Estévez)
23. Versos para mi amiga (letra H. Ramírez)
24. Y dónde está tu piel (letra Hugo Ramírez)

- Para ti (canta Aníbal Portillo) (2003)

1. Que me lo digan en la cara (letra Rodrigo)
2. Adiós amor (letra Rodrigo)
3. Besos (letra Rodrigo)
4. Amor salvaje (letra Rodrigo)
5. Canción para mi madre (letra Karin de Bilbao)
6. Ayer (letra Rodrigo)
7. Buscando (letra Werner Pando)
8. Como en un cuento de hadas
9. A Costa Rica (letra Rogelio)
10. Carlota (letra Rodrigo)
11. Ella  (letra Rodrigo)
12. Dicen (letra Rodrigo)
13. The night you slept (letra Cesare Pavese)
14. Esclavo (letra Rodrigo)
15. Gotas (letra Rodrigo)
16. Intensamente (letra Rodrigo)
17. No sé (letra Rodrigo)
18. Consentida (letra Rodrigo)
19. Nosotros (letra Rodrigo)
20. Nunca (letra Rodrigo)
21. Para ti (letra Rodrigo)

- Indefenso (19 poemas de Juan Carlos Meleán) (2004)

1. Cómo podré decirte
2. Corazón partido
3. Dónde estás?
4. Dos luceros
5. El loco
6. El ritmo
7. El viaje
8. El viejo
9. Eramos sólo nubes
10. Indefenso
11. Niña inmaculada
12. No te olvides
13. Noche de verano
14. Oye niña dime
15. Perdiendo el tiempo
16. Prisión
17. Quisiste ser
18. Te quiero más
19. Todo empezó
20. Un ángel cayó

- Momentos (2006)

1. A Lucía (letra Karin de Bilbao)
2. Mi adoración (letra Rodrigo)
3. Al caballero de La Paz (letra Rodrigo)
4. Anima libera (letra Sebastiano Rosa)
5. Anoche soñé contigo (letra Rodrigo)
6. Cuando termina el amor (letra Rodrigo)
7. It’s got to be you (letra Rodrigo)
8. La flor (letra Rodrigo)
9. Luce tu sei (letra Sebastiano Rosa)
10. Momentos (letra Rodrigo)
11. Nadie como tú (letra Rodrigo)
12. No digas nada (letra Rodrigo)
13. Qué voy a hacer (letra Rodrigo)
14. Quién (letra Rodrigo)
15. Ron amigo (letra Rodrigo)
16. SAM (letra Rodrigo)
17. Si te vas (letra Rodrigo)
18. Sólo tú (letra Rodrigo)
19. Somos (letra Rodrigo)
20. Tiempo (letra Rodrigo)
21. Valerie (letra Rodrigo)

## Álbumes instrumentales
- Si alguna vez (1991)

1. Flores
2. LP-Express
3. Me falta tu amor
4. Me voy
5. One day
6. Por ser
7. Puedes
8. Recuerdos de Rosa
9. Robando el tiempo
10. Si alguna vez
11. Siempre tú
12. Solitario
13. Sonrisas
14. Southern lullaby
15. Tango del recuerdo

- Suite Planetaria (1993)

1. Sol
2. Mercurio
3. Saturno
4. Venus
5. Júpiter
6. Marte
7. Luna
8. Tierra

- Suite Semanal (1993)

1. Lunes
2. Martes
3. Miércoles
4. Jueves
5. Viernes
6. Sábado
7. Domingo

- En camino (1994)

1. Día negro
2. En camino
3. Esperanza
4. Herz
5. I remember
6. Juntitos
7. Libre
8. Lo que sé
9. Otoño de un amor
10. Penurias
11. Serenata
12. Si pudiera
13. Siento, juego
14. Sonrisas al sol
15. Sueño
16. Tu voz
17. Verano
18. Verdad

- Samba y bossa (1995)

1. Caprichosa
2. D’s samba
3. Unga
4. Fome
5. Mandela
6. Mi sueño
7. Misterios de la noche
8. Nene
9. Saudade
10. Si amar
11. Soul
12. Suecas
13. Ternura
14. Comissaria Monica

- Decálogo (1998)

1. Ala quemada
2. Almas gemelas
3. Àngel
4. Bella princesa
5. Cartas
6. Confidencial
7. CvP
8. Decálogo
9. Du
10. Golden Star
11. Hombre fiel
12. Tema de Lily
13. Marionetas
14. Nero
15. Orureñita
16. Prisionero de amor
17. Versos para mi bebé

- Cuadros (1999)

1. Bodies in motion
2. Cuadros
3. Dancing in the dark
4. Danza # 1
5. Díme
6. Fragancia
7. Kansas City
8. La llegada del sol
9. Ojitos de estrella
10. Pizzicato dream
11. Ragtime
12. Rain
13. Rumores
14. St Patrick
15. Synthetic shore
16. Melodía
17. Tekkno
18. Street combo

- Emociones (1999)

1. Años 20
2. Ayer
3. Besos al viento
4. Calla mi voz
5. Calor
6. Caricias de amor
7. Corazón dolido
8. Creo
9. Día tras día
10. Emociones
11. Forza
12. Frío
13. Lo que me gusta
14. Plan
15. Vals azul

- Valses (2000)

1. Vals del rincón # 1
2. Vals del rincón # 2
3. Vals del rincón # 3
4. Vals del rincón # 4
5. Vals del rincón # 5
6. Vals del rincón # 6
7. Vals del rincón # 7
8. Vals del rincón # 8
9. Vals del rincón # 9
10. Vals del rincón # 10
11. Vals del rincón # 11
12. Vals del rincón # 12
13. El limosnero
14. Olvido
15. Querido Papa Noel
16. Villancico proletario
17. Instantánea
18. Colores
19. Recuerdos de Haydee

- Mi quena (interpreta Miguel) (2001)

1. Apegado a mí
2. Barco a la deriva
3. Burlesk
4. Corderito
5. Delación
6. Elizabeth
7. Fuimos
8. Galanteo
9. La madre triste
10. Mente
11. Mi quena
12. Paseo andino
13. Picardía
14. Tempestad
15. Meditación
16. Entre surcos
17. Diálogo

- Piel a piel (2002)

1. Al dente
2. Marea oscura
3. China
4. Distancia
5. Gatita
6. Ich hab dich lieb
7. Intimo
8. Las ganas de verte
9. Noche de estrellas
10. Noveno hijo
11. Piel a piel
12. Princesas
13. Qué tiene él
14. Si amar
15. Sueños truncos
16. Vete
17. Vuelvo
18. Zarpe

- De segunda mano (2003)

1. Un año
2. Abrazando la noche
3. Añoranza
4. Arcadia
5. Concierto de invierno
6. Criollo
7. De segunda mano
8. Despedida
9. Dulce lamento
10. Estado
11. Estudio en la mayor
12. Inmenso
13. Mujeres
14. No te mereces mi amor
15. Noche eterna
16. Ocaso 43
17. Pensando en ti
18. Por tu amor
19. Tapas
20. The try of a poem
21. Ticada # 1
22. Tu sei
23. Yo quiero ser

## Álbumes con música folklórica
- Juegos del pensamiento 1 (20 poemas de Juan Carlos Meleán) (1985)

1. A ti luna (zamba)
2. A ti patria (cueca)
3. A ti paz (canción)
4. A una estrella (kullawada)
5. Conquista (kullawada)
6. Díme amor (balada)
7. El comandante (cueca)
8. El cura (cueca)
9. El jefecito (huayño)
10. El limosnero (vals)
11. Fiesta humana (huayño)
12. Golondrina (chamamé)
13. Ingrata (bailecito)
14. La matanza (canción)
15. La verdad es otra (canción)
16. Libertad (canción)
17. Mi vida (canción)
18. Para los lindos ojos (cueca)
19. Sal del letargo (cueca)
20. Te deseamos (kullawada)

- Juegos del pensamiento 2 (20 poemas de Juan Carlos Meleán) (1985-1986)

1. Caí por ti (canción)
2. Cuentos (kaluyo)
3. Duerme niña (tonada)
4. El tiempo ha muesrto (chamamé)
5. Estrellita de Belén (huayño)
6. Invierno (carnaval)
7. Kantuta (cueca)
8. Lamento indio (motivo)
9. Latinoamérica (kullawada)
10. Madre campesina (chuntuqui)
11. Manitos temblorosas (kullawada)
12. Máquinas (balada)
13. Mundo sin memoria (bolero)
14. No sea llorón (bailecito)
15. Olvido (vals)
16. Paz (balada)
17. Pequeño inocente amor (chuntuqui)
18. Reyes (joropo)
19. TV (kullawada)
20. Un niño le contó (kullawada)

- Juegos del pensamiento 3 (19 poemas de Juan Carlos Melean) (1986)

1. A lo lejos (carnavalito)
2. Adiós (cueca)
3. Baile (kullawada)
4. De qué te escapas (balada)
5. Detrás de la colina (balada)
6. Divagar (vals)
7. El tiempo (balada)
8. Experiencia (bailecito)
9. Inocencia díme tú (carnavalito)
10. Nube (carnavalito)
11. Otoño  (joropo)
12. Palabras  (canción joropo)
13. Plegária  (tonada-taquirari)
14. Por pedir pan  (canción joropo)
15. Promesas  (cueca)
16. Querido Papa Noel  (vals)
17. Recuerdos de invierno  (balada)
18. Rimas  (vals)
19. Un día  (joropo)

- Juegos del pensamiento 4 (20 poemas de Juan Carlos Melean)  (1987)

1. Apocalipsis  (swing)
2. Cinco ideales  (balada)
3. El mundo  (vals)
4. El polifacetico  (salsa)
5. El rey de los pobres  (canción)
6. Eres bueno?  (rumba)
7. Hombres civilizados  (bolero)
8. Johnny  (bolero)
9. La gitana  (balada)
10. La perdida  (bolero)
11. Linda princesita  (vals)
12. Mundo encantado  (bolero)
13. Noche amarga  (bolero)
14. Para ella  (bolero)
15. Para mi papá   (canción)
16. Quizás  (balada)
17. Rey de las pantuflas  (bailecito)
18. Sé  (balada)
19. Si pudiera elegir  (vals)
20. Triste  (bolero)

- Antología 1 (24 poemas de Oscar Alfaro) (1992)

1. Amanecer  (motivo)
2. Anochecer  (motivo)
3. Ay! Moza donde te has ido  (cueca chapaca)
4. Baile de cholas  (huayño)
5. Campanas de mi aldea   (huayño)
6. Carretón de frutas  (taquirari)
7. Chapaquita de ojos verdes  (kullawada)
8. Danza luminosa  (taquirari)
9. Desfile de patitos  (marcha)
10. Duraznero, duraznero  (vals estudiantina)
11. El abuelo  (huayño)
12. El borriquillo (carnavalito)
13. El despertador  (motivo)
14. El gato espadachín  (motivo)
15. El pajarero del Altiplano  (bailecito)
16. El pájaro revolucionario  (canción)
17. El trompo  (balada)
18. Fiesta chapaca  (tonada)
19. Fiesta del Rosario (chamamé)
20. Instantánea  (vals)
21. Jaula de canarios  (joropo)
22. La bordadora  (cueca)
23. La escuela de indios  (kullawada)
24. La pastora del amanecer  (canción)

- Antología 2 (27 poemas de Oscar Alfaro) (1993)

1. El sapo (motivo)
2. La segadora  (canción litoreña)
3. La sombra enamorada  (huayño)
4. La víbora  (huayño)
5. Los barquitos de papel  (balada)
6. Madre proletaria  (canción)
7. Mi perro  (carnavalito)
8. Miséria (motivo)
9. Molino de agua  (motivo)
10. Nacimiento  (villancico)
11. Niña chola  (huayño)
12. Pompas de jabón  (canción)
13. Quiero que me quieras  (cueca chapaca)
14. Ráfagas de viento chapaco  (tonada chapaca)
15. Resurección  (llamerada)
16. Romance chapaco  (cueca chapaca)
17. Romance del pajarillo  (canción)
18. Romancillo de Navidad  (villancico)
19. Ronda de paz  (canción)
20. Sembradora de estrellas  (taquirari)
21. Trapiche tonada  (chapaca)
22. Trenzas oscuras  (tonada)
23. Velay te digo  (litoreña)
24. Vendedora de kantutas  (cueca)
25. Vertiente  (tonada)
26. Viaje al pasado  (kaluyo)
27. Villancico proletario  (vals)

- Danza luminosa (interpretan los Inti Mujus) (1996)

1. Campanas de mi aldea (Huayño)
2. Para los lindos ojos  (Cueca)
3. Conquista  (Kullawada)
4. Danza luminosa  (Taquirari)
5. Mi vida  (Canción)
6. Vientos del Altiplano  (Motivo)
7. Si algún día volvieras  (Cueca)
8. Baile  (Kullawada)
9. Walata  (Saya)
10. Madre campesina  (Chuntuqui)
11. Cueca corrida  (Cueca)
12. Lamento indio  (Motivo)
13. Libertad  (Canción joropo)
14. Latinoamérica  (Kullawada)

## Piano
- Tema de Lily (1980)
- Estudio en la mayor (1984)
- Preludio en mi menor (1984)

- Suite d’âme (1994)

1. Solitude  (Andante)
2. Allegresse  (Sarabande)
3. Pensee  (Minueto)
4. Espoir  (Minueto)
5. Destinee  (Andante)

- Suite de la Infanta (1995)

1. Preludio
2. Andante
3. Interludio
4. Allegro
5. Postludio

- Capricho Encantado (2000)

1. Averno  (Quasi marcial)
2. Elucubraciones satánicas  (Agitato)
3. Antesala del purgatorio  (Andante)
4. Remolinos encantados  (Vals)
5. Tentación perpetua  (Moderato)
6. Animas en pena  (Dramático)
7. Danza de la bruja  (Agitato)

- Capricho Hamburgues (2003)

1. Primus  (Allegro)
2. Secundum  (Andante)
3. Tertium  (Minuetto)
4. Quartum  (Allegro)

- Mi vida (2003)

1. Apegado a mi  (andante)
2. Arrebol  (kullawada)
3. Campanas de mi aldea  (lambada)
4. Carretón de frutas  (taquirari)
5. Chapaquita de ojos verdes  (kullawada)
6. Chozas indias  (tonada)
7. Corderito  (canción)
8. Estampa  (bailecito)
9. Estrellita de Belén  (huayño)
10. Falsas apariencias  (kullawada-jazz)
11. Jaula de canarios  (joropo)
12. La madre triste  (litoreña)
13. Mi cerrito  (motivo)
14. Mi vida  (canción)
15. Nacimiento  (villancico)
16. Pirañeando  (chovena)
17. Rieles  (canción)
18. Romancillo de Navidad  (villancico)
19. Tranquera  (taquirari)
20. Tu orgullo  (morenada)
21. Tu retrato  (taquirari)
22. Walata  (kullawada)

- Cuecas (2006)

1. Ay! Moza donde te has ido
2. Brisa mañanera
3. Cruel traición
4. Cueca corrida
5. Dáme la mano
6. Don Juan y Doña Maria
7. El cura
8. Flor silvestre
9. Fragmentos
10. Laicacota
11. Lejano amor
12. Para los lindos ojos
13. Romance chapaco
14. Si algún día volvieras
15. Tengo una sed infinita
16. Tu ausencia

- Testimonio (2006)

1. Atolondrado  (carnavalito)
2. Camino sin retorno  (kaluyo)
3. Desdén  (cueca)
4. Ecos  (litoreña)
5. El cholo  (chovena)
6. El llanto del menhir  (motivo)
7. Escala 4.6  (kullawada-jazz)
8. Fiesta  (chamamé)
9. Ingrata  (bailecito)
10. Jallalla  (cueca)
11. Lunatica  (morenada)
12. Mendigando amor  (joropo)
13. Milonga  (milonga)
14. Miura  (carnavalito)
15. Paloma herida  (motivo)
16. Primer amor  (zamba)
17. Romance de otoño  (cueca)
18. Sabor a traición  (cueca)
19. Testimonio  (chamamé)
20. Tierra de nadie  (cueca)
21. Trialera norte  (guarania)

- Trilogía (3 cuecas in Memoriam Jorge Estévez) (2008)

- De salón (2009)

1. A silencio y a perdones  (polka)
2. Amargo pesar  (cueca)
3. Amor fantasma   (cueca)
4. Dando pena a la tristeza  (huayño)
5. Borrasca desatada  (cueca)
6. Candida  (cueca)
7. El intruso  (morenada)
8. Donosa palomita  (cueca)
9. Ignomia  (cueca)
10. El paraíso de tus ojos  (taquirari)
11. Hilde  (vals)
12. Innocuo al amor  (cueca)
13. La rueca  (cueca)
14. Lágrimas de fuego  (kullawada)
15. La recoleta  (cueca)
16. Memorias del olvido  (cueca)
17. Nido ajeno  (saya)
18. Mi bienandanza  (cueca)
19. Tiempos felices  (cueca)
20. Se llama locura  (bailecito)

- Ch’uta (2010)
- K’usillo (2010)
- Sortilegio (2010)
- Aurora (2010)
- Luna llena (2010)
- Susurro en la oscuridad (2010)
- Vaiven (2010)

## Piano y zampoña
- Suite del Gallardo Caballero (in Memoriam Gonzalo Uriarte) (2008)

1. Movimiento 1 (Allegretto)
2. Movimiento 2 (Vals)
3. Movimiento 3 (Allegro)
4. Movimiento 4  (Andante) (a)Variación 1 (Andante) b)Variación 2 (Allegro) c)Variación 3 (Andante) d)Variación 4 (Andante)
5. Movimiento 5  (Moderato)
6. Movimiento 6  (Andante)
7. Movimiento 7  (Adagio)
8. Movimiento 8  (Andante)

## Piano, quena y zampoña
- Phutisiña (2010)

## Piano y flauta
- Maria Regina (Danzón) (2009)

## Piano y canto
- 3 Canciones de cuna (Poemas de Gabriela Mistral) 1983
- Agnus Dei (tenor y piano) 1984
- Ave Maria (tenor y piano) 1984
- El adiós (2009)
- Árbol de canción (2010)
- El andén (2010)

## Arpa
- Rieles (2004)
- Trialera norte (2006)
- Fiesta (2006)
- Ecos (2006)

## Orquesta
- Auf dem Maskenball (chelo y cuarteto de cuerdas) (1984)

- Suite Andina (2000)

1. Anconuma  (motivo)
2. Chacaltaya  (motivo)
3. Huaynapotosi  (fantasia)
4. Illampu  (motivo)
5. Mururata  (motivo)
6. Illimani  (fantasia)

- Tres corazones (2017)

## Banda
- Sollozos (2010)

## Coro
- Dúerme niña (coro mixto) (1989)
- Salmo 23 (coro mixto) (1993)
- Salmo 24 (coro mixto) (1994)
- Motivos  (coro mixto, 2 guitarras y percusión) (2005)

- Festividad de la Virgen  (Misa in Memoriam René Lavadenz para coro mixto, piano y percusión) (2006)

1. Imploración  (Motivo)
2. El Padre Nuestro  (Kullawada)
3. El Ave Maria  (Vidala)
4. El Gloria  (Motivo)
5. El Salve  (Canción)
6. Confesión general  (Llamerada)
7. Acto de Contrición  (Kullawada)
8. Bendita sea tu pureza  (Llamerada)
9. Bajo tu amparo  (Motivo)
10. El Credo (Carnavalito)

- Takke Hucha (Agnus Dei) (coro mixto y cuarteto de cuerdas) (2008)

- Missa brevis pro defunctis (coro mixto y órgano (2010)

1. Introitus (Andante)
2. Kyrie  (Allegro)
3. Graduale  (Adagio)
4. Tractus (Allegro)
5. Dies irae (Allegro)
6. Liber scriptus  (Allegretto)
7. Recordare (Andante)
8. Qui Mariam  (Andante)
9. Confutatis  (Moderato)
10. Lacrimosa  (Andante)
11. Domine Jesu  (Adagio)
12. Sanctus  (Andante)
13. Hosanna  (Allegro)
14. Pie Jesu  (Adagio)
15. Agnus Dei  (Largheto)
16. Lux aeterna  (Allegretto)
17. Libera me  (Andante)
18. In paradisum  (Adagio)

## YOUTUBE
- “Dáme la mano”  (Gabriela Mistral)
- ”El manantial”   (León Tolstói)
- “Árbol de canción”  (F. García Lorca)
- “Don Juan y doña Maria”  (J.C. Meleán)
- “Kantuta”  (J.C. Meleán)
- “Libertad”  (J.C. Meleán)
- “Ingrata”  (J.C. Meleán)
- “Para los lindos ojos”  (J.C. Meleán)
- “Dúerme niña”  (J.C. Meleán)
- “Desdén”  (Rocio Estévez)
- “Testimonio”  (Rocio Estévez)
- “Luna llena”  (Rocio Estévez)
- “Es la tierra a donde voy”  (Rocio Estévez)
- “A silencio y a perdones”  (Rocio Estévez)
- “La noche”  (Fanny Moreno)
- “Eterna amistad”  (Fanny Moreno)
- “Juana Azuduy de Bolivia”  (Fanny Moreno)
- “Jaula de canarios”  (Oscar Alfaro)
- “Coplas de menta y albahaca”  (Oscar Alfaro)
- “Romance chapaco”  (Oscar Alfaro)
- “Ay moza! Dónde te has ido”  (Oscar Alfaro)
- “Carretón de frutas”  (Oscar Alfaro)
- “Chapaquita de ojos verdes”  (Oscar Alfaro)
- “Tengo una sed infinita”  (Oscar Alfaro)
- “Primer amor”  (Karin de Bilbao)
- “Canción para mi madre”  (Karin de Bilbao)
- “Si algún día volvieras”  (Karin de Bilbao)
- “Estampa”  (Karin de Bilbao)
- “Cruel traición”  (Rodrigo)
- “El adiós”  (Rodrigo)
- “No digas nada”  (Rodrigo)
- “En el olvido”  (Rodrigo)
- “Quisiera”  (Rodrigo)
- “El andén”  (Rodrigo)
- “Motivos”  (Rodrigo)
- “La luna”  (Rodrigo)
- “Déjame”  (Rodrigo)
- “Nunca”  (Rodrigo)
- “Amor de adolescentes”  (Rodrigo)
- “Para ti”  (Rodrigo)
- “El sapo chamamecero”  (Jorge Padula)
- “En la pared”  (Jorge Padula)
- “Así nomás”  (Jorge Padula)
- “La oscura calma”  (Jorge Padula)
- “Será que no”  (Jorge Padula)
- “Tango del recuerdo”  (Jorge Padula)
- “Pasiones”  (Jorge Padula)
- “Casi nada”  (Jorge Padula)
- “Estoy”  (Jorge Padula)
- “Aliento de vida”  (Jorge Padula)
- “Todavía voy por más”  (Jorge Padula)
- “Dulce Catalina”  (Jorge Padula)
- “Ladrando en mi alma”  (Jorge Padula)
- “Estoy tentado”  (Jorge Padula)
- “Mis nuevos amores”  (Jorge Padula)
- “De que sirve el olvido”  (Jorge Padula)
- “Sendero de los sueños”  (Jorge Padula)
- “Hasta otro cielo”  (Jorge Padula)
- “Kryygi….Kryygimai”  (Jorge Padula)
- “Herederos de Florence”  (Jorge Padula)
- “Abrazados”  (Jorge Padula)
- “A tus pies bailarín" (Osvaldo France)
- “Una noche con Troilo” (Haidé Daiban)
- “Buenos Aires se viste” (Haidé Daiban)
- “Yo ya me habre ido” (Sergio Stazi)
- “Prefiero” (Sergio Stazi)
- “Vidita”  (Rodrigo)
- “Como una brisa”  (Jorge Padula)
- “El beso”  (Rodrigo)
- “Si has llegado hasta aquí”  (Jorge Padula)
- “Ojos de girasoles”  (Sergio Stazi)
- “Tu petricor”  (Jorge Padula)
- “Increíblemente así”  (Jorge Padula)